# رابرت ولز
رابرت ولز (انگلیسی: Robby Wells؛ زادهٔ ۱۰ آوریل ۱۹۶۸) یک سیاستمدار و بازیکن و مربی سابق فوتبال گریدیرون اهل ایالات متحده آمریکا است. وی که از اعضای حزب دموکرات ایالات متحده آمریکا محسوب می‌شود از نامزدهای بالقوه انتخابات ریاست جمهوری ایالات متحده آمریکا ۲۰۱۶ است. وی در سال ۲۰۱۲ نتوانست از حزب قانون اساسی آمریکا نامزد ریاست جمهوری گردد.